# Dag Arvas

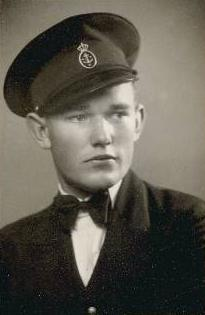
Dag Arvas som ung sjökadett.

Dag Gustaf Christer Arvas, född 22 september 1913 i Arvidsjaur, död 1 februari 2004 i Stockholm, var en svensk sjöofficer.
Arvas tog sjöofficersexamen vid Kungliga Sjökrigsskolan 1935 och utnämndes då till fänrik. Befordrades till löjtnant 1937. Han uppnådde senare graden konteramiral. Bland kommenderingarna kan nämnas att Arvas var chef för Kustflottan från 1966.  
Arvas invaldes 1954 som hedersledamot i Kungliga Örlogsmannasällskapet och dess ordförande fram till 1969. Han invaldes 1959 som ledamot av Kungliga Krigsvetenskapsakademien. Dag Arvas är gravsatt i minneslunden på Djursholms begravningsplats.

## Utmärkelser
- Kommendör med stora korset av Svärdsorden, 6 juni 1973.[1]
- Kommendör av första klassen av Svärdsorden, 6 juni 1966.[2]